# アルフォンソ・フェッラボスコ1世
アルフォンソ・フェッラボスコ1世（Alfonso Ferrabosco the elder, 1543年1月18日受洗 – 1588年8月12日）は、イタリア出身のイギリス・ルネサンス音楽の作曲家。マドリガーレの作曲家として名を遺したが、エリザベス1世のためにイタリアで諜報員を務めていた可能性もある。同姓同名の庶子アルフォンソ・フェッラボスコ2世も作曲家である。

## 生涯
幼少期についてはほとんど知られていないが、ローマにいたこと、ロレーヌでギーズ公シャルルに仕えていたことは分かっている。1562年に（おそらくおじに同行して）初めてイングランドに渡り、エリザベス1世の宮廷楽師として雇われる。議論の余地がなくはないものの、おそらくローマ教皇や宗教裁判所の認可を得ずにイングランド入りをしていながら、生涯を通じてイタリア入りを繰り返している。イタリアでは相続権を失う一方、イングランドでは（窃盗や殺人などの）犯罪に手を染めたとして告発されている。首尾よく汚名を雪ぐことができたものの、1578年にイングランドを去って二度と渡英せぬまま、ボローニャにて他界した。
当時のイングランドは反カトリック陣営の旗手であり、また当時は複雑な国際情勢に通じた文化人が政治的に必要とされたことも相俟って、フェッラボスコがエリザベス1世の秘密諜報員であったとする意見が多い。実際フェッラボスコは、当時のイングランドの宮廷楽師としては異例なほどの高給取りであった。とはいえ、このような憶測は状況証拠以上の根拠がないのも事実である。エリザベス1世は1580年以降にたびたびフェッラボスコを呼び戻そうとしたものの、成功しなかった。

## 作品
フェッラボスコは、マドリガーレ様式をイングランドにもたらした人物である。イングランドにおけるマドリガーレ熱の始まりは、ニコラス・ヤングによる1588年の曲集『アルプスの彼方の音楽 Musica transalpina 』の出版に遡るため、フェッラボスコがその流行に火を点けたとはいえないものの、マドリガーレの人気の上昇に種を蒔いてはいるのである。
フェッラボスコの作曲様式は、ルカ・マレンツィオやルッツァスコ・ルッツァスキらを基準とすれば、穏健で保守的といえようが、イギリス人の趣味に適うものではあった。たいていのマドリガーレは、5声か6声のために作曲され、軽快な作曲様式によっており、表情豊かな半音階技法や音画など、イタリアにおける進歩的なマドリガリズムの発展には無頓着である。技術的に見れば手堅い作品ばかりであり、このような特色ゆえにたいていのイングランドの論客を唸らせることができた。フェッラボスコの死後から10年の1598年に出版された曲集において、その作品を言い表すのにトーマス・モーリーが使った文句は、「熟練 "deep skill" 」であった。
マドリガーレのほかに宗教曲も手懸けており、モテット、預言者エレミアの哀歌、アンセムなどがある。いずれもアカペラ様式で作曲されている。リュートとヴァイオル合奏のために、ファンタジアやパヴァーヌ、ガリヤルド、イン・ノミネ、パッサメッツォなどの器楽曲や舞曲も作曲した。